# 歷朝憲章類誌
《歷朝憲章類誌》（越南语：／）是越南阮朝年間的一部類書。用文言文寫成。

## 編修經過
《歷朝憲章類誌》作者為潘輝注。該書於嘉隆八年（1809年）開始編纂，歷時十年，於嘉隆十八年（1819年）完成。明命元年（1820年），明命帝召潘輝注回京，潘輝注將此進呈。明命帝為此下令嘉獎潘輝注，並命工部阮名碑、武輝炯、禮部阮有嘉、杜庭宇、刑部何叔良、黃士光、阮世併、潘時舉、吏部潘有性、黃濟美、翰林院潘黃海考訂。明命二年（1821年），明命帝授予潘輝注國子監編修一職。
該書是越南歷史上的一部類書，對研究越南地理、官職、法律史、兵制史、外交史等科目都有非常重要的參考價值。

## 內容
該書共計49卷，分為10部分。其記載年代上迄鴻龐氏，下至後黎朝。
1. 輿地誌（卷一至卷五）
2. 人物誌（卷六至卷十二）
3. 官職誌（卷十三至卷十九）
4. 禮儀誌（卷二十至卷二十五）
5. 科目誌（卷二十六至卷二十八）
6. 國用誌（卷二十九至卷三十二）
7. 刑律誌（卷三十三至卷三十八）
8. 兵制誌（卷三十九至卷四十一）
9. 文籍誌（卷四十二至卷四十五）
10. 邦交誌（卷四十六至卷四十九）

## 流傳情況
《歷朝憲章類誌》自問世後，多有傳抄，流傳十分廣泛，但一直沒有印本出版。1908年，法國學者德魯達爾將該書《刑律誌》翻譯為法文並注釋，以《古代安南的法律》為題在《法國遠東學院學報》上長期連載。1938年，越南學者陳文玾將《文籍誌》中所載典籍目錄翻譯為法文，並發表在《印度支那研究會通報》上。
20世紀20年代，南風雜誌漢文版曾將本書排印連載，並製作成活頁，方便人們裝訂成集，但只出版了前三十二卷內容。
1960年至1962年，越南民主共和國史學院將該書翻譯為越南文，並分4冊出版。
1957年，越南共和國西貢保榮出版社出版卷十三至卷十九《官職誌》、卷二十九至卷三十二《國用誌》、卷三十三《刑律誌》。1973年，西貢文化教育與青年部門出版卷六至卷八《人物誌》；同年，西貢特責文化國務卿府出版該書卷九至卷十二《人物誌》。1974年，西貢特責文化國務卿府出版卷一至卷五《輿地誌》；同年，西貢文化教育與青年部門卷二十至二十五《禮儀誌》和卷四十二至卷四十五《文籍誌》。

## 外部連結
- Hội Bảo tồn Di sản chữ Nôm─《歷朝憲章類誌》 （页面存档备份，存于）